# Tigzirt
Tigzirt (în arabă تقزيرت) este o comună din provincia Tizi Ouzou, Algeria.
Populația comunei este de 11.962 de locuitori (2008).